# Calendario UCI Femenino 2021
El Calendario UCI Femenino 2021 (oficialmente: Women Elite Ranking), también denominado Ranking UCI Femenino 2021, empezó el 23 de enero en Nueva Zelanda con la Gravel and Tar La Femme y finalizó el 17 de octubre en Francia con la Chrono des Nations.

## Equipos, carreras y categorías
- Para la lista de equipos profesionales véase: Equipos

En estas carreras pueden participar prácticamente todos los equipos. Las únicas limitaciones se sitúan en que los equipos amateurs no pueden participar en las carreras del UCI WorldTour Femenino 2021 (las de mayor categoría) y los equipos mixtos solo pueden participar en las carreras .2 (las de menor categoría).
En los Campeonatos Continentales (CC) también pueden puntuar todo tipo de equipos y corredoras de ese continente; y dependiendo la legislación de su federación continental también pueden participar, sin poder puntuar, corredoras fuera de ese continente.

### Categorías
Fuera del UCI WorldTour Femenino 2021 destacarán las XX carreras de categoría .Pro y .1 (XX por etapas y XX de un día). En el siguiente cuadro se muestran las carreras más destacadas con esa puntuación ordenado por países.
| Carrera                                                                   | Categoría |
| ------------------------------------------------------------------------- | --------- |
| Omloop Het Nieuwsblad-vrouwen elite / Circuit Het Nieuwsblad-Femmes Elite | 1.Pro     |
| Nokere Koerse femenina                                                    | 1.Pro     |
| Gran Premio Bruno Beghelli Femenino                                       | 1.Pro     |
| Festival Luxemburgués de Ciclismo Femenino Elsy Jacobs                    | 2.Pro     |
| Tour de Turingia femenino                                                 | 2.Pro     |
| Giro de Italia Femenino                                                   | 2.Pro     |
| Vuelta a la Comunidad Valenciana Femenina                                 | 1.1       |
| Setmana Ciclista Valenciana                                               | 2.1       |
| Gran Premio Ciudad de Eibar                                               | 1.1       |
| Clásica Navarra                                                           | 1.1       |
| Emakumeen Nafarroako Klasikoa                                             | 1.1       |
| BeNe Ladies Tour                                                          | 2.1       |
| A través de Flandes                                                       | 1.1       |
| Dwars door de Westhoek                                                    | 1.1       |
| Gooik-Geraardsbergen-Gooik                                                | 1.1       |
| Lotto Belgium Tour                                                        | 2.1       |
| SPAR Flanders Diamond Tour                                                | 1.1       |
| Spar-Omloop van het Hageland-Tielt-Winge                                  | 1.1       |
| Trofeo Maarten Wynants                                                    | 1.1       |

| Carrera                                   | Categoría |
| ----------------------------------------- | --------- |
| Grand Prix Cycliste de Gatineau - RR      | 1.1       |
| Grand Prix Cycliste de Gatineau - ITT     | 1.1       |
| Winston Salem Cycling Classic             | 1.1       |
| Independence Cycling Classic              | 1.1       |
| La Classique Morbihan                     | 1.1       |
| Gran Premio de Plumelec-Morbihan Femenino | 1.1       |
| Chrono Champenois-Trophée Européen        | 1.1       |
| Chrono des Nations                        | 1.1       |
| Giro del Trentino Alto Adige-Südtirol     | 1.1       |
| Giro de Emilia Femenino                   | 1.1       |
| EPZ Omloop van Borsele                    | 1.1       |
| Tour de Polonia Femenino                  | 2.1       |
| Tour de Yorkshire                         | 1.1       |
| 947 Cycle Challenge                       | 1.1       |
| Tour de Tailandia                         | 2.1       |

Además, al igual que en los Circuitos Continentales UCI, también puntúan los campeonatos nacionales de ruta y contrarreloj (CN) así como el Campeonato Mundial (CM) de ese año.

## Calendario
- Para las carreras de máxima categoría véase: UCI WorldTour Femenino 2021

Las siguientes son las 81 carreras que componen actualmente el calendario UCI Femenino 2021 (actualizado por la UCI a diciembre de 2020), aunque el calendario puede sufrir modificaciones a lo largo de la temporada con la inclusión de nuevas carreras o exclusión de otras.
| Calendario UCI Femenino 2021    | Calendario UCI Femenino 2021 | Calendario UCI Femenino 2021                     | Calendario UCI Femenino 2021 | Calendario UCI Femenino 2021 |
| Fecha                           | País                         | Carrera                                          | Ganador                      |                              |
| ------------------------------- | ---------------------------- | ------------------------------------------------ | ---------------------------- | ---------------------------- |
| 23 de ene                       | Nueva Zelanda                | Gravel and Tar La Femme                          | Olivia Ray                   |                              |
| 5 – 8 de febrero                | Emiratos Árabes Unidos       | Dubai Women's Tour                               | cancelada                    |                              |
| 20 de feb                       | Turquía                      | GP Manavgat                                      | Tatsiana Sharakova           |                              |
| 21 de feb                       | Turquía                      | Gran Premio Velo Alanya femenina                 | Alena Ivanchenko             |                              |
| 27 de feb                       | Bélgica                      | Omloop Het Nieuwsblad femenina                   | Anna van der Breggen         |                              |
| 2 de mar                        | Bélgica                      | Le Samyn femenina                                | Lotte Kopecky                |                              |
| 6 de mar                        | Turquía                      | Gran Premio Mediterráneo                         | Hanna Tseraj                 |                              |
| 7 de mar                        | Turquía                      | Grand Prix Gündgmus WE                           | Alena Ivanchenko             |                              |
| 10 – 12 de marzo                | Países Bajos                 | Healthy Ageing Tour                              | Ellen van Dijk               |                              |
| 14 de mar                       | Bélgica                      | Grand Prix Oetingen                              | Elisa Balsamo                |                              |
| 17 de mar                       | Bélgica                      | Nokere Koerse femenina                           | Amy Pieters                  |                              |
| 21 de mar                       | Bélgica                      | Omloop van de Westhoek-Memorial Stive Vermaut    | Christine Majerus            |                              |
| 31 de mar                       | Bélgica                      | A Través de Flandes femenina                     | Annemiek van Vleuten         |                              |
| 5 de abr                        | Bélgica                      | Ronde de Mouscron                                | Chiara Consonni              |                              |
| 7 de abr                        | Bélgica                      | Scheldeprijs femenina                            | Lorena Wiebes                |                              |
| 14 de abr                       | Bélgica                      | Flecha Brabanzona Femenina                       | Ruth Winder                  |                              |
| 18 de abr                       | Francia                      | Grand Prix de Chambéry                           | Gladys Verhulst              |                              |
| 18 de abr                       | España                       | Vuelta a la Comunitat Valenciana Feminas         | Chiara Consonni              |                              |
| 24 de abr                       | Países Bajos                 | Omloop van Borsele                               | cancelada                    |                              |
| 29 de abril – 2 de mayo         | República Checa              | Gracia-Orlová                                    | cancelada                    |                              |
| 30 de abril – 2 de mayo         | Luxemburgo                   | Festival Elsy Jacobs                             | Emma Norsgaard               |                              |
| 6 – 9 de mayo                   | España                       | Setmana Ciclista Valenciana                      | Annemiek van Vleuten         |                              |
| 8 de may                        | Bélgica                      | Grote Prijs Euromat                              | Lorena Wiebes                |                              |
| 9 de may                        | Bélgica                      | Trofeo Maarten Wynants                           | cancelada                    |                              |
| 11 – 13 de mayo                 | República Popular China      | Tour de la Isla de Zhoushan II                   | cancelada                    |                              |
| 13 de may                       | España                       | Emakumeen Nafarroako Klasikoa                    | Annemiek van Vleuten         |                              |
| 14 de may                       | España                       | Clásica Féminas de Navarra                       | Arlenis Sierra               |                              |
| 16 de may                       | Bélgica                      | Flanders Ladies Classic-Sofie De Vuyst           | cancelada                    |                              |
| 16 de may                       | España                       | Gran Premio Ciudad de Eibar                      | Anna van der Breggen         |                              |
| 16 de may                       | República Popular China      | Tour de Wenzhou femenina                         | cancelada                    |                              |
| 18 de may                       | España                       | Durango-Durango Emakumeen Saria                  | Anna van der Breggen         |                              |
| 19 – 23 de mayo                 | Francia                      | Tour de Bretaña femenino                         | cancelada                    |                              |
| 21 de may                       | Países Bajos                 | Veenendaal Veenendaal Classic Femenina           | cancelada                    |                              |
| 25 – 30 de mayo                 | Alemania                     | Tour de Turingia femenino                        | Lucinda Brand                |                              |
| 29 de mayo – 6 de junio         | República Popular China      | Tour de Taiyuan femenino                         | cancelada                    |                              |
| 3 de jun                        | Canadá                       | Chrono Gatineau                                  | cancelada                    |                              |
| 4 de jun                        | Canadá                       | Gran Premio Ciclista de Gatineau                 | cancelada                    |                              |
| 5 – 6 de junio                  | Suiza                        | Vuelta a Suiza Femenina                          | Lizzie Deignan               |                              |
| 5 de jun                        | Países Bajos                 | Omloop van de IJsseldelta                        | cancelada                    |                              |
| 5 de jun                        | Bélgica                      | Dwars door het Hageland (women)                  | Chantal van den Broek-Blaak  |                              |
| 6 de jun                        | Bélgica                      | Dwars door de Westhoek                           | Lorena Wiebes                |                              |
| 9 – 13 de junio                 | Guatemala                    | Vuelta Femenina a Guatemala                      | Lorena Colmenares            |                              |
| 13 de jun                       | Bélgica                      | Diamond Tour                                     | Lorena Wiebes                |                              |
| 22 – 25 de junio                | Bélgica                      | Tour de Bélgica femenino                         | Lotte Kopecky                |                              |
| 2 – 11 de julio                 | Italia                       | Giro de Italia Femenino                          | Anna van der Breggen         |                              |
| 3 de jul                        | Turquía                      | Grand Prix Germenica                             | Olga Zabelínskaya            |                              |
| 4 de jul                        | Bélgica                      | 2-Districtenpijl                                 | cancelada                    |                              |
| 4 de jul                        | Turquía                      | Grand Prix Kahramanmaras                         | Anastasia Chursina           |                              |
| 8 – 11 de julio                 | Países Bajos                 | BeNe Ladies Tour                                 | Lisa Klein                   |                              |
| 8 – 11 de julio                 | República Checa              | Tour de Feminin-O cenu Ceskeho Svycarska         | Joscelin Lowden              |                              |
| 9 de jul                        | Estados Unidos               | Chrono Kristin Armstrong femenina                | cancelada                    |                              |
| 10 de jul                       | Turquía                      | Grand prix Erciyes                               | Tamara Drónova               |                              |
| 11 de jul                       | Turquía                      | Grand Prix Kayseri WE                            | Olga Zabelínskaya            |                              |
| 11 de jul                       | Canadá                       | Delta Road Race femenino                         | cancelada                    |                              |
| 17 de jul                       | Turquía                      | Gran Premio Velo Erciyes femenina                | Olga Shekel                  |                              |
| 18 de jul                       | Turquía                      | Gran Premio Develi femenino                      | Tatiana Antóshina            |                              |
| 29 – 30 de julio                | Francia                      | Kreiz Breizh Elites femenina                     | Anna Henderson               |                              |
| 1 – 3 de agosto                 | Suecia                       | Tour de Upsala                                   | cancelada                    |                              |
| 3 – 8 de agosto                 | Francia                      | Tour d'Occitanie                                 | cancelada                    |                              |
| 14 de ago                       | Francia                      | La Périgord Ladies                               | Marta Bastianelli            |                              |
| 15 de ago                       | Francia                      | La Picto-Charentaise                             | Marta Lach                   |                              |
| 22 de ago                       | Bélgica                      | MerXem Classic                                   | cancelada                    |                              |
| 26 – 29 de agosto               | Estados Unidos               | Joe Martin Stage Race Women                      | Skylar Schneider             |                              |
| 26 – 29 de agosto               | Estados Unidos               | Colorado Classic Women                           | cancelada                    |                              |
| 27 – 29 de agosto               | Italia                       | Giro de la Toscana-Memorial Michela Fanini       | Arlenis Sierra               |                              |
| 3 – 5 de septiembre             | Reino de los Países Bajos    | Watersley Womens Challenge                       | Marit Raaijmakers            |                              |
| 7 – 12 de septiembre            | Malasia                      | Tour de Malasia Femenino                         | cancelada                    |                              |
| 8 – 14 de septiembre            | Francia                      | Tour Cycliste Féminin International de l'Ardèche | Leah Thomas                  |                              |
| 12 de sep                       | Francia                      | Gran Premio de Fourmies femenino                 | Pfeiffer Georgi              |                              |
| 17 – 18 de septiembre           | Bélgica                      | Trophée des Grimpeuses                           | Floortje Mackaij             |                              |
| 19 de sep                       | Francia                      | Gran Premio de Isbergues Femenino                | Charlotte Kool               |                              |
| 29 de septiembre – 3 de octubre | Estados Unidos               | Tour de Gila                                     | cancelada                    |                              |
| 3 de oct                        | Italia                       | Gran Premio Bruno Beghelli Femenino              | cancelada                    |                              |
| 3 de oct                        | Bélgica                      | Grand Prix Beerens                               | Thalita De Jong              |                              |
| 5 de oct                        | Bélgica                      | Binche-Chimay-Binche féminin                     | Sara Van de Vel              |                              |
| 5 de oct                        | Italia                       | Tres Valles Varesinos Femenino                   | Arlenis Sierra               |                              |
| 15 de oct                       | Francia                      | La Classique Morbihan                            | Sofia Bertizzolo             |                              |
| 16 de oct                       | Francia                      | Gran Premio de Plumelec-Morbihan Femenino        | Chiara Consonni              |                              |
| 17 de oct                       | Francia                      | Chrono des Nations femenina                      | Marlen Reusser               |                              |
| 22 de oct                       | Países Bajos                 | Drentse Acht van Westerveld                      | Chantal van den Broek-Blaak  |                              |
| 10 – 12 de diciembre            | Tailandia                    | Tour de Tailandia femenino                       | Chaniporn Batriya            |                              |

## Clasificaciones finales (UCI World Ranking Femenino)
- No existe una clasificación exclusiva de este calendario. En el Ranking UCI Femenino se incluyen las 23 carreras del UCI WorldTour Femenino 2021. Esta clasificación se basa en los resultados de las últimas 52 semanas de acuerdo con el sistema "rolling", mismo sistema que el Ranking ATP y Ranking WTA de tenis.

Estas son las clasificaciones finales:

### Individual
| Posición | Corredora            | Equipo         | Puntos  |
| -------- | -------------------- | -------------- | ------- |
| 1.ª      | Annemiek van Vleuten | Movistar Team  | 5053.33 |
| 2.ª      | Elisa Longo Borghini | Trek-Segafredo | 3485    |
| 3.ª      | Marianne Vos         | Jumbo-Visma    | 3378    |
| 4.ª      | Demi Vollering       | Team SD Worx   | 3343.33 |
| 5.ª      | Anna van der Breggen | Team SD Worx   | 2732    |

### Clasificación por equipos
Esta clasificación se calcula sumando los puntos de las cinco mejores corredoras de cada equipo. Los equipos con el mismo número de puntos se clasifican de acuerdo a su corredora mejor clasificado.
| Posición | Equipo            | Puntos   |
| -------- | ----------------- | -------- |
| 1.º      | Team SD Worx      | 12389.99 |
| 2.º      | Trek-Segafredo    | 9158.66  |
| 3.º      | Movistar Team     | 9067.66  |
| 4.º      | Team DSM          | 6414.33  |
| 5.º      | Alé BTC Ljubljana | 6396     |

### Países
La clasificación por países se calcula sumando los puntos de las cinco mejores corredoras de cada país. Los países con el mismo número de puntos se clasifican de acuerdo a su corredora mejor clasificado.
| Posición | País         | Puntos   |
| -------- | ------------ | -------- |
| 1.º      | Países Bajos | 16147.99 |
| 2.º      | Italia       | 8411     |
| 3.º      | Dinamarca    | 4338.99  |
| 4.º      | Alemania     | 4212     |
| 5.º      | Suiza        | 4072     |